# Ur (thành phố)
Ur (tiếng Sumer: Urim; chữ hình nêm Sumer: 𒋀𒀕𒆠 URIM2KI hay 𒋀𒀊𒆠 URIM5KI; tiếng Akkad: Uru; tiếng Ả Rập: أور; tiếng Hebrew: אור) là một thành bang quan trọng của người Sumer thời Lưỡng Hà cổ đại, nằm ở nơi ngày nay là Tell el-Muqayyar (tiếng Ả rập: تل المقير) ở tỉnh Dhi Qar miền nam Iraq. Dù Ur một thời là thành phố ven biển, sát rìa cửa sông Euphrates trên vịnh Ba Tư, đường bờ biển đã thay đổi và thành phố này nay nằm hẳn trong đất liền, trên bờ nam sông Euphrates, cách thành phố Nasiriyah gần đó 16 km (9,9 mi).
Thành phố có niên đại từ thời Ubaid (khoảng 3800 năm TCN), và có lịch sử ghi chép bắt đầu từ thế kỉ 26 TCN. Vị vua đầu tiên của Ur là Mesh-Ane-pada. Thần bảo trợ của thành phố là Nanna (trong tiếng Akkad tên là Sin), tức vị thần mặt trăng của người Sumer và Akkad. Tên thành phố bắt nguồn từ tên vị thần này: URIM2KI là cách viết đương thời trong tiếng Sumer của LAK-32.UNUGKI, nghĩa đen là "nơi trú ngụ (UNUG) của Nanna (LAK-32)".